# Studio 202
Studio 202 – radiowy magazyn (audycja) rozrywkowy, tworzony od końca 1956 roku przez pracowników oddziału Polskiego Radia we Wrocławiu, aktorów i artystów kabaretowych.
Nazwa magazynu pochodzi od pokoju nr 202 w budynku Polskiego Radia we Wrocławiu, gdzie po raz pierwszy zebrała się grupa inicjatywna: Izabela Sobkowicz, Włodzimierz Rosiński, Andrzej Waligórski, Hanna Jarosz i Stanisław Bockenheim. Później do zespołu redakcyjnego dołączyli: w 1958 Ewa Szumańska, w 1963 Jerzy Dębski, w 1973 Jan Kaczmarek (Kabaret Elita), w 1976 Włodzimierz Plaskota (Kabaret Elita), w 1978 Jerzy Skoczylas (Kabaret Elita), w 1979 Leszek Niedzielski (Kabaret Elita),  1981 Stanisław Szelc (Teatr Kalambur, Kabaret Elita).
Przez lata przez ekipę „Studia” przewinęło się także wiele innych osób – aktorów i kabareciarzy. W przeszłości program realizował Marek Motas.
Pierwsze audycje były emitowane na żywo. Od roku 1957 są nagrywane.
„Studio 202” pojawia się regularnie na antenie Radia Wrocław i Programu III PR, jego członkowie odbywają też trasy artystyczne i realizują programy telewizyjne.
Sygnałem audycji jest motyw z utworu „The Man I Love” George’a Gershwina.